# Волчица (мифология)

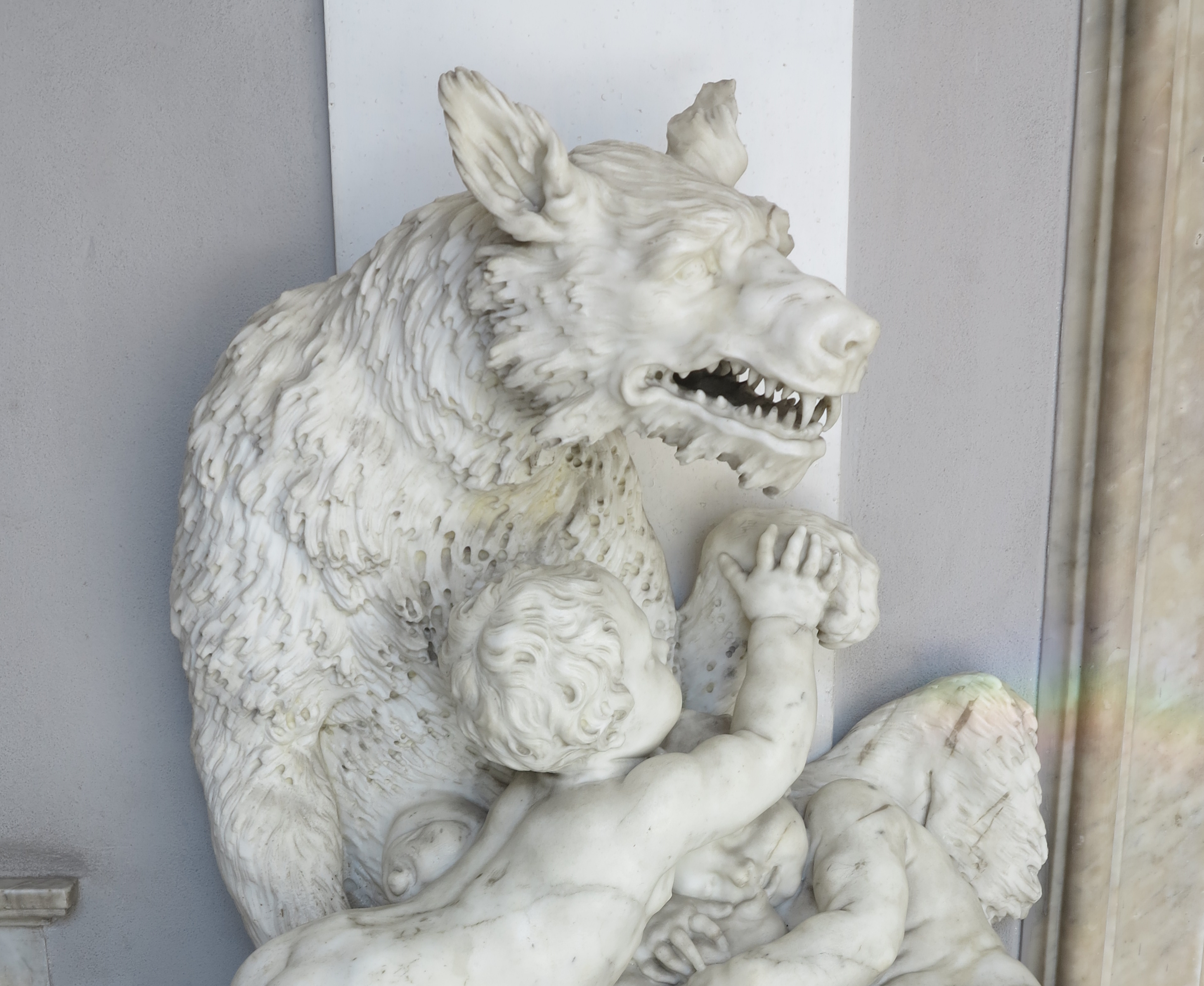
Волчица, Ромул и Рем. Скульптура Франческо Биджи и Доменико Пароди в Палаццо Россо, Генуя, Италия

Волчица ― ключевой персонаж древнеримской мифологии, животное, которое ухаживало и защищало близнецов Ромула и Рема после того, как они были оставлены в дикой природе по приказу Альба-Лонги царя Амулия. Она заботилась о детях в своём логове, пещере, известной как Луперкал, пока они не были обнаружены пастухом, Фаустулом. Ромул позже станет основателем и первым королем Рима. Образ волчицы, кормящей близнецов, с древних времён был символом Рима и одним из самых узнаваемых образов античной мифологии. Особенно известна скульптура Капитолийская волчица.

## Истоки

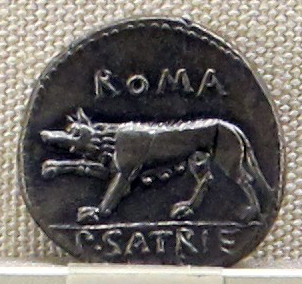
Волчица на монете поздней римской республики (ок. 77 до н. э.)

Есть свидетельства о том, что волчица занимала особое место в мифологии древних жителей Италии. Одна легенда гласит, что народ хирпиниев получил своё название от того, что место основания их первой колонии им указал волк (hirpus на оско-умбрийском наречии означает «волк»). Сказание о Луперкале занимает центральное место в общей легенде о близнецах, и, вероятно, даже предшествует ей. Волк ― священное животное древнеримского бога войны Марса.
В древнегреческой мифологии мать бога Аполлона, Лето, родила его, приняв облик волчицы, чтобы скрыться от гнева Геры.

## Луперкалии
Луперкалии ― один из древнейших праздников римлян. Среди историков нет консенсуса относительно его происхождения. Предполагается, что он может быть связан с богом Луперком, покровителем пастухов и защитником овечьих стад. Прочие же историки связывают его с волчицей и её пещерой.